# Relaciones Guatemala-Maldivas
Las relaciones Guatemala-Maldivas son las relaciones internacionales entre Maldivas y Guatemala. Los dos países establecieron relaciones diplomáticas el 27 de enero de 1993.

## Relaciones diplomáticas
Guatemala y Maldivas entablaron relaciones diplomáticas el 27 de enero de 1993. Ambos países mantienen embajadores concurrentes desde Nueva York. Se espera que en los próximos años Guatemala abra una embajada concurrente para Maldivas.